# Iridopsis subnotata
Iridopsis subnotata là một loài bướm đêm trong họ Geometridae.